# Kódszag
A számítógép-programozásban kódszagnak nevezzük a forráskódnak azokat a jellemzőit, melyek egy mélyebb problémára utalhatnak.  Maga a probléma nem biztos, hogy programhibaként nyilvánul meg: jól működő, a specifikációnak mindenben megfelelő programkódok is tartalmazhatnak egyszerre akár több kódszagot is. Azonban ha egy kód teli van kódszagokkal, és találnak egy hibát, akkor a kódszagok miatt nehezebb megkeresni a kódban, és nehezebb kijavítani. Ha új követelmények jelennek meg, akkor azokat nehezebb bevezetni, és nagyobb annak a valószínűsége, hogy újabb hibákat vezessenek be a kódba.
A kódszagok olyan kódstruktúrák, amelyek rontják a kód minőségét. Alapvető programfejlesztési elveket sértenek meg. Lelassíthatják a fejlesztést, növelhetik a bugok és a hibák előfordulását a kódban. Szubjektív eldönteni, hogy mi számít kódszagnak: a paradigmán túl függhet a fejlesztési metodológiától, a programozási nyelvtől, sőt, a fejlesztőtől is. 
Az elnevezést angolul (code smell) Kent Beck terjesztette a Wardswikin az 1990-es években. Martin Fowler Refractoring című könyve 1999-ben jelent meg, és elsőként használta könyvben az elnevezést. Az agilis fejlesztésben is elkezdték használni ezt a kifejezést.
Robert C. Martin szerint a kódszagok listájának értékelési rendszernek kell lennie a szoftverfejlesztésben. Cunningham definíciója szerint a kódszag nem bizonyíték arra, hogy valami elromolhatott, de nem bizonyítja, hogy valóban el is romlott. 
A kódszag által jelzett mélyebb probléma feltárható, ha a kódra rövid visszacsatolású ciklust végzünk. A ciklusban két lépés váltakozik: kódszagok felderítése, kódszagok javítása. Maga a javítás is bevezethet újabb kódszagokat, különösen, ha az elemzés nem volt elég mély, vagy a javítást figyelmetlenül végezzük. Lehet, hogy az újabb vizsgálat során olyan kódszagokra bukkanunk, melyeket elsőre nem vettünk észre. A refraktorálást végző fejlesztő szempontjából a kódszagok heurisztikák arra, hogy refraktorálásra van szükség, így a kódszagok refraktorálási igényt jelentenek. A kódszagok mennyisége becsülhető azzal, hogy mennyire érthető a kód, mennyire módosítható, bővíthető, milyen könnyű tesztelni, mennyire megbízhatóan működik és mennyire alkalmas újrafelhasználásra. 
Kódszagokat kézzel is lehet keresni, de vannak hozzá automata eszközök is. Ezek közé tartoznak a Checkstyle, a PMD, a FindBugs és a SonarQube.
2015-ben statisztikai elemzést végeztek automata eszközökkel félmillió kódsoron. Kézzel átvizsgáltakl 9164 commitot. Az elemzés szerint:
- tapasztalati bizonyítékok léteznek a technikai adósság következményeire, de csak anekdotikus bizonyítékok vannak a miért, hogyan és mikor kérdések megválaszolására
- a józan ész szerint a sürgős karbantartás és a képességek mihamarabbi szállítására gyakran okoz kódszagokat.

## Csoportosításuk
Különböző szerzők különbözőképpen csoportosítják a kódszagokat. Az egyik csoportosítás a szintek szerinti:
- Alkalmazás szint:

- Duplikált kód: ugyanaz a kód, vagy több hasonló kód több helyen is előfordul az alkalmazásban. Ide számítanak azok az esetek is, amikor maga a kód különböző, mégis ugyanazt csinálja.
- Sörétespuska-sebészet: egyetlen változtatás miatt több más osztályban is változtatni kell.

- Osztály szint:

- Nagy osztály: egy osztály túl sok felelősséggel. Túl sok típust vagy össze nem tartozó metódust tartalmaz. Akár isten osztállyá is fejlődhet.
- Visszautasított örökség: a gyermek osztálynak nincs szüksége a szülő osztály összes metódusára, ezért letiltja, vagy úgy írja felül, hogy nem teljesíti annak szerződéseit. Ez megszegi a Liskov helyettesítési elvet.
- Varázsszámok, a szövegbe kódolt literálok: a varázsszám egy ismeretlen funkciójú, adott szám, például egy valahonnan felbukkanó 52 lehet a év heteinek száma vagy a francia kártya paklijának a mérete. A szövegbe kódolt literál egy több helyen felbukkanó, mindenütt egyforma szövegű string. Ha meg kell változtatni, akkor lehet, hogy mindenütt ugyanúgy kell átírni, ehhez meg kell találni minden előfordulását. A beégetett literálok nem teszik lehetővé a nyelvesítést sem. Jobb helyük van egy külső fájlban vagy adatbázisban.
- Szülő osztály konverziója utód osztályra, ami fölösleges absztrakciót jelez.
- Adatlabda: változók egy csoportja együtt mozog az alkalmazás különböző részein.

- Metódus szint:

- Hosszú paraméterlista: Még ha nem is hosszú a metódus, a sok paraméter miatt nehezebb megérteni, hogy melyiknek mi a szerepe.

Egy másik csoportosítás az okozott nehézségek alapján veszi őket számba: (Refractoring Guru)
- Felfújók: Hatalmasra növő kódszakaszok, metódusok, osztályok, amelyek túl nagyok ahhoz, hogy könnyen lehessen őket használni. Ezek a kódszagok nem egyszerre keletkeznek, hanem együtt nőnek az alkalmazással. Erre az a megoldás, hogy értelmes részekre kell őket felosztani.

- Hosszú metódus
- Nagy osztály: egy osztály, aminek egynél több felelősséget kell ellátnia
- Primitívmánia: primitívekkel próbálnak meg leírni olyan adatokat, melyet osztállyal célszerűbb lenne
- Hosszú paraméterlista
- Adatlabda

- Visszaélés az objektumorientációval: Úgy teszünk, mintha objektumorientált programot írnánk, de valójában nem ezt tesszük, egy természetszerűleg objektumorientált nyelvben és környezetben.

- Alternatív osztályok különböző interfészekkel
- Visszautasított örökség
- Switch utasítások, polimorfizmus használata helyett
- Ideiglenes mező: az idő legnagyobb részében üres, sok találgatásra okot adó mező

- Változásakadályok: megnehezítik a program bármilyen változtatását

- Divergens változás: ha megváltoztatsz egy metódust, akkor ugyanannak az osztálynak több látszólag független metódusát is meg kell változtatni
- Sörétespuska-sebészet
- Párhuzamos öröklési hierarchiák: Ha egy hierarchiát bővítesz, akkor mágikusnak látszó okokból egy másik hierarchiát is bővítened kell

- Nélkülözhetők: Jelen vannak a programban, de ha nem lennének, akkor nem hiányoznának. Egy érthetőbb, tisztább, hatékonyabb programot kapnánk.

- Kommentdömping: a kommenteknek azt kell elmagyarázniuk, mi mire való, nem azt, hogy mi mit csinál.
- Duplikált kód. Lásd még: DRY (programtervezési minta)
- Adat osztály: adatrekord, a hozzá tartozó metódusok nélkül. Csak getterei és setterei vannak.
- Holt kód: kódszakasz, aminek eredményét sehol sem használja a program.
- Lusta osztály: egy figyelmet alig érdemlő, alig használt osztály.
- Spekulatív általánosság: jövőbeli tervek számára előkészített kódrészletek, metódusok, osztályok, modulok. A YAGNI elvének megsértése.

- Duplikátorok: Ugyan nem ismételnek kódrészletet, de bonyolultabbá teszik a kommunikációt a programon belül.

- Képességirigység: egy metódus inkább egy másik osztállyal foglalkozik, mint amiben benne van.
- Helytelen intimitás vagy bennfentes kereskedelem: egy metódus egy másik osztály privát metódusait hívogatja vagy privát mezőit manipulálja. Az egységbe zárás megsértése.
- Inkomplett könyvtárosztály: egy programkönyvtár már képtelen kielégíteni az alkalmazás igényeit.
- Üzenetlánc: egy objektumnak egy tőle távol levő objektum információira van szüksége, amit közvetítők láncolatán keresztül szerez be.
- Közbülső ember: egy objektum csak delegációval foglalkozik.

## Fordítás
- Ez a szócikk részben vagy egészben  a   Code smell című angol Wikipédia-szócikk fordításán alapul.  Az eredeti cikk szerkesztőit annak laptörténete sorolja fel. Ez a jelzés csupán a megfogalmazás eredetét és a szerzői jogokat jelzi, nem szolgál a cikkben szereplő információk forrásmegjelöléseként.